# Prosoplus fuscosignatus
Prosoplus fuscosignatus là một loài bọ cánh cứng trong họ Cerambycidae.